# Combrailles
Combrailles település Franciaországban, Puy-de-Dôme megyében. Lakosainak száma 213 fő (2022. január 1.). Combrailles Cisternes-la-Forêt, Condat-en-Combraille, Landogne, Pontaumur, Puy-Saint-Gulmier, Saint-Étienne-des-Champs és Saint-Hilaire-les-Monges községekkel határos.

## Népesség
A település népességének változása:
| Lakosok száma | 222  | 219  | 221  | 218  | 218  | 221  | 218  | 216  | 213  |
|               | 2013 | 2015 | 2016 | 2017 | 2018 | 2019 | 2020 | 2021 | 2022 |